# Phumosia schoutedeni
Phumosia schoutedeni är en tvåvingeart som beskrevs av Zumpt 1954. Phumosia schoutedeni ingår i släktet Phumosia och familjen spyflugor. Inga underarter finns listade i Catalogue of Life.